# محمية الملك عبد العزيز الملكية
محمية الملك عبد العزيز الملكية هي محمية طبيعية تقع في منطقة الرياض بالمملكة العربية السعودية، تضم روضتي التنهات والخفس والمناطق المجاورة لهما في مساحة تبلغ 28,000 كيلومتر مربع، تأسست في يونيو 2018م، ويتولى الإشراف على تطويرها جهاز إداري ذو شخصية اعتبارية واستقلال مالي وإداري برئاسة الأمير عبدالعزيز بن سعود بن نايف بن عبدالعزيز آل سعود.

## الهدف من إنشائها
تضم محمية الملك عبد العزيز ضمن حدودها روضة تنهات وهي أكبر روضة في المملكة من حيث المساحة، تكثر فيها أشجار الطلح والسدر والأقحوان والحوذان والخزامي، ويجري فيها عدد من الأودية وهي وادي الشوكي ووادي الطيري ووادي العتك ووادي الودي، إضافة إلى روضة الخفس والمناطق المجاورة لها التي تعد بيئة طبيعية صالحة لإعادة توطين الحيوانات والنباتات البرية، من خلال إدخالها ضمن إطار الحماية من الصيد والرعي الجائر والاحتطاب في المنطقة، وزيادة الغطاء النباتي وحمايته، وإنماء البيئة الطبيعية للحيوانات والنباتات والمحافظة عليها وإعادة التوازن البيئي داخل المحمية.

## مبادرات
في أغسطس 2022 أعلنت هيئة تطوير محمية الملك عبد العزيز الملكية بالشراكة مع المركز الوطني لتنمية الغطاء النباتي ومكافحة التصحر بدء أعمال زراعة مليون شجرة بريّة في روضة الخفس الواقعة جنوب محمية الملك عبد العزيز الملكية، وبدأت أعمال المرحلة الأولى بزراعة 500 ألف شجرة في روضتي الخفس الشمالية والجنوبية، على أن تكتمل قبل نهاية عام 2022، ثم البدء بالمرحلة الثانية لزراعة الـ500 ألف شجرة الأخرى بداية عام 2023.